# Brinolfo I de Escara
Brinolfo I de Escara (em latim: Brynolphus Scarensis), também chamado Brinolfo Filho de Algoto (em sueco: Brynolf Algotsson; em latim: Brynolphus Algoti) foi prelado e teólogo sueco católico que serviu como bispo de Escara de 1279 até sua morte. Era descendente de nobres e estudou por 18 anos na Universidade de Paris antes de voltar à Suécia como deão e cônego em sua nominação episcopal. Foi diligente em sua obra à reforma da educação nas escolas e a reorganização geral de sua sé episcopal. Foi forçado a um breve exílio, ao mesmo tempo que seu pai e alguns de seus irmãos foram presos ou mortos, mas foi capaz de continuar sua obra ao retornar.
Ao falecer, foi reconhecido como santo com dúzias de milagres relatados durante e após sua vida, inclusive no sítio de sua tumba na catedral diocesana. Houve vários processos e comissões para coletar testemunhos e documentos para apoiar a canonização com um apelo feito no Concílio de Constança para declará-lo como tal; a canonização não ocorreu durante o concílio, mas o papa Martinho V encorajou e endossou a causa. Papa Inocêncio VIII aprovou que suas relíquias fossem transladadas, o que ocorreu no pontificado de seu sucessor papa Alexandre VI em 16 de agosto de 1492, e tal ato serviu como canonização de facto embora qualquer canonização formal tenha sido celebrada, mesmo com as tentativas para convencer o pontífice.

## Vida
Brinolfo nasceu nos anos 1230 ou 1240 - mas não mais tarde que 1248 - na Gotalândia Ocidental como o segundo de oito filhos do nobre Algoto (1220–1302) e Margarida (n. 1235). Seus irmãos eram:
- Magno (1259–1309)
- Carlos (m. 1289)
- Fulco (ca. 1263-1310)
- Bengte (m. 1308)
- Rodrigo
- Pedro
- Nils

Foi educado na escola catedral de Escara antes de ser enviado para continuar seus estudos eclesiásticos em Paris num colégio onde o frade dominicano Tomás Aquino lecionava e lá permaneceu por quase vinte anos. Ficou famoso por sua extensa aprendizagem, bem como sua formação em direito canônico e estudos teológicos gerais. Também teve por estudos filosóficos e ciência. Ao retornar à sua pátria, foi ordenado sacerdote e nomeado como decano do capítulo de Lincopinga e cônego de Escara antes de ser nomeado bispo de Escara em 1278, confirmado pelo papa Nicolau III; mais tarde, recebeu sua consagração episcopal como bispo em torno desse tempo. Foi entronizado em sua sé episcopal na primavera de 1279 e começou sua missão de renovar sua diocese. Em 1281, emitiu um foro que regia vários dízimos, além de multar os prelados por vários crimes cometidos, caso a culpa fosse determinada.
O bispo tornou-se ativo na vida política do país e trabalhou arduamente para garantir que as necessidades e os ensinamentos da Igreja se tornassem um foco integral de todas as políticas públicas apresentadas. Também apoiou o trabalho dos missionários que vieram à sua diocese e à nação em geral. Escreveu vários e extensos trabalhos teológicos, além de poemas para festas litúrgicas particulares e criou uma casa especial em Paris para estudantes de Escara. Mas seu trabalho logo entrou em conflito com o rei absolutista Magno III em 1288, que o levou a fugir para um breve exílio para escapar do castigo do monarca. Em seu exílio, seu pai foi preso e alguns de seus irmãos foram mortos ou presos. Mas a perseguição de sua casa parou em 1289, quando ele e o rei se reconciliaram, permitindo a Brinolfo retornar a Escara para continuar seu trabalho ininterruptamente.
Em 1304, supervisionou a chegada na Diocese de Escara para Lödöse de um espinho da Coroa de Espinhos de Jesus Cristo devido aos estreitos laços que compartilhou com os prelados noruegueses. Isso foi cultivado desde a década de 1280, depois que ajudou no financiamento da reconstrução da Catedral de Stavanger, que havia sido devastada por um incêndio. Em 2 de setembro de 1304, saudou um navio norueguês com capacidade para 2 000 pessoas e foi presenteado com o espinho que foi levado em procissão solene à catedral diocesana. Isso fez de sua diocese um destino de peregrinação que também gerou receita que Brinolfo esperava usar para renovar a catedral diocesana. Também fez em 2 de setembro a festa para a recepção da relíquia e mais tarde escreveu a História do Espinho da Coroa para descrever como o espinho foi oferecido à sua diocese.
O bispo tornou-se notável em vida por ter realizado vários milagres, como o fato de que se dizia que transformou a água em vinho em várias ocasiões, como Jesus Cristo havia feito nas bodas de Caná. Morreu em 1317 e seus restos mortais foram enterrados na Catedral de Escara. Santa Brígida da Suécia visitou sua tumba em 2 de fevereiro de 1349 e lá recebeu uma visão que lhe revelou a santidade do falecido bispo. Em sua visão, viu a Mãe Santíssima e Jesus Cristo, que também apontou a santidade de Brinolfo para ela, pois também o viu em sua visão.

## Santidade
O Rei Érico da Pomerânia nomeou uma comissão em Esara em 1417 para coletar documentação e testemunhos (mais de 50 no total) necessários para o falecido bispo, com a causa sendo confiada em algum momento posterior aos monges suecos que fizeram pesquisas adicionais sobre a vida e os milagres do bispo; em 27 de abril de 1416, foi concedida autorização para o processo que se realizaria de 12 a 28 de abril de de 1417. Em 1414, o arcebispo de Upsália João e três outros bispos (além do bispo de Lunda Pedro Kruse e do bispo de Nidaros Ésquilo) escreveram uma solicitação ao Concílio de Constança pedindo que fosse canonizado. Papa Martinho V confirmou que a causa continuaria e forneceu seu encorajamento quanto à continuação do processo. Houve 34 milagres registrados entre 1404 e 1417, em Escara ou Lodose, conforme o processo foi determinado.
Em 1492, foi coletada documentação adicional para submissão ao papa Inocêncio VIII, com a intenção de que Brinolfo fosse canonizado em 1498. Mas a morte de Inocêncio VIII, em 1492, dificultou bastante isso. Mas Inocêncio VIII havia dado permissão não muito antes de sua morte para que as relíquias fossem transladadas e uma festa litúrgica em seu nome afixada àquela data. Isso aconteceu durante o pontificado de seu sucessor, o papa Alexandre VI, em 16 de agosto de 1492 (que havia sido eleito uma semana antes), que funcionou como uma espécie de canonização de facto, embora não houvesse santificação formal e nenhuma bula papal subscrita.